# Medina County (Ohio)
Medina County ist ein County im Bundesstaat Ohio der Vereinigten Staaten. Bei der Volkszählung im Jahr 2010 hatte das County 172.332 Einwohner und eine Bevölkerungsdichte von ca. 158 Einwohnern pro Quadratkilometer. Der Verwaltungssitz (County Seat) ist Medina.

## Geographie
Das County liegt etwas östlich im Norden von Ohio, ist etwa 30 km vom Eriesee, dem südlichsten der 5 Großen Seen, entfernt und hat eine Fläche von 1906 Quadratkilometern, wovon vier Quadratkilometer Wasserfläche sind. Es grenzt im Uhrzeigersinn an folgende Countys: Cuyahoga County, Summit County, Wayne County, Ashland County und Lorain County.

## Geschichte
Medina County wurde am 18. Februar 1812 aus Teilen des Portage County gebildet. Benannt wurde es nach der Stadt Medina in Saudi-Arabien, wobei der historische Zusammenhang unsicher ist.
28 Bauwerke und Stätten des Countys sind im National Register of Historic Places eingetragen (Stand 11. Mai 2018).

## Demografische Daten

Alterspyramide des Medina County

Nach der Volkszählung im Jahr 2000 lebten im Medina County 151.095 Menschen. Davon wohnten 1519 Personen in Sammelunterkünften, die anderen Einwohner lebten in 54.542 Haushalten und 42.215 Familien. Die Bevölkerungsdichte betrug 138 Einwohner pro Quadratkilometer. Ethnisch betrachtet setzte sich die Bevölkerung zusammen aus 97,26 Prozent Weißen, 0,88 Prozent Afroamerikanern, 0,15 Prozent amerikanischen Ureinwohnern, 0,64 Prozent Asiaten, 0,02 Prozent Bewohnern aus dem pazifischen Inselraum und 0,25 Prozent aus anderen ethnischen Gruppen; 0,80 Prozent stammten von zwei oder mehr Ethnien ab. 0,93 Prozent der Bevölkerung waren spanischer oder lateinamerikanischer Abstammung.
Von den 54.542 Haushalten hatten 37,7 Prozent Kinder und Jugendliche unter 18 Jahre, die bei ihnen lebten. 66,5 Prozent waren verheiratete, zusammenlebende Paare, 7,8 Prozent waren allein erziehende Mütter, 22,6 Prozent waren keine Familien, 18,9 Prozent waren Singlehaushalte und in 6,9 Prozent lebten Menschen im Alter von 65 Jahren oder darüber. Die Durchschnittshaushaltsgröße betrug 2,74 und die durchschnittliche Familiengröße lag bei 3,15 Personen.
Auf das gesamte County bezogen setzte sich die Bevölkerung zusammen aus 27,5 Prozent Einwohnern unter 18 Jahren, 7,0 Prozent zwischen 18 und 24 Jahren, 30,6 Prozent zwischen 25 und 44 Jahren, 24,4 Prozent zwischen 45 und 64 Jahren und 10,5 Prozent waren 65 Jahre alt oder darüber. Das Durchschnittsalter betrug 37 Jahre. Auf 100 weibliche Personen kamen 97,1 männliche Personen. Auf 100 Frauen im Alter von 18 Jahren oder darüber kamen statistisch 94,9 Männer.
Das jährliche Durchschnittseinkommen eines Haushalts betrug 55.811 USD, das Durchschnittseinkommen der Familien betrug 62.489 USD. Männer hatten ein Durchschnittseinkommen von 44.600 USD, Frauen 27.513 USD. Das Prokopfeinkommen betrug 24.251 USD. 3,5 Prozent der Familien und 4,6 Prozent der Bevölkerung lebten unterhalb der Armutsgrenze. Davon waren 5,9 Prozent Kinder oder Jugendliche unter 18 Jahre und 4,8 Prozent waren Menschen über 65 Jahre.

## Orte im Medina County
- Städte
  - Brunswick
  - Medina
  - Rittman
  - Wadsworth

- Dörfer
  - Chippewa Lake
  - Creston
  - Gloria Glens Park
  - Lodi
  - Seville
  - Spencer
  - Westfield Center